# Heinz-Udo Hallau
Heinz-Udo Hallau (* 12. Januar 1926 in Bielefeld; † 19. August 1943 in Bethel) war ein deutscher römisch-katholischer Lehrling und Märtyrer.

## Leben
Heinz-Udo (auch: Udo) Hallau wuchs in Bielefeld in der Kirchengemeinde St. Jodokus auf. Er besuchte die Bosseschule, verließ sie mit der Mittleren Reife und begann eine Lehre als Küfer. Er war Zwangsmitglied der Hitlerjugend, verweigerte sich aber an Sonntagen, um in Bethel Hilfsdienste beim sonntäglichen Gottesdienst zu leisten. Das brachte ihm zunehmend die Anfeindungen der HJ-Führung ein. Am 2. Mai 1943 wurde er verhört. Da er sich weigerte, über die ihm bekannten Priester belastende Aussagen zu machen, wurde er misshandelt, verbrachte die Nacht in einer Gestapozelle ohne Sitzgelegenheit und kehrte mit einer Gehirnblutung nach Hause zurück. Er kam nach Bethel und starb dort am 19. August an einer Hirnhautentzündung. Sein Grab befindet sich auf dem Sennefriedhof.

## Gedenken
Die deutsche Römisch-katholische Kirche hat Heinz-Udo Hallau als Märtyrer aus der Zeit des Nationalsozialismus in das deutsche Martyrologium des 20. Jahrhunderts aufgenommen.